# Bob Corritore

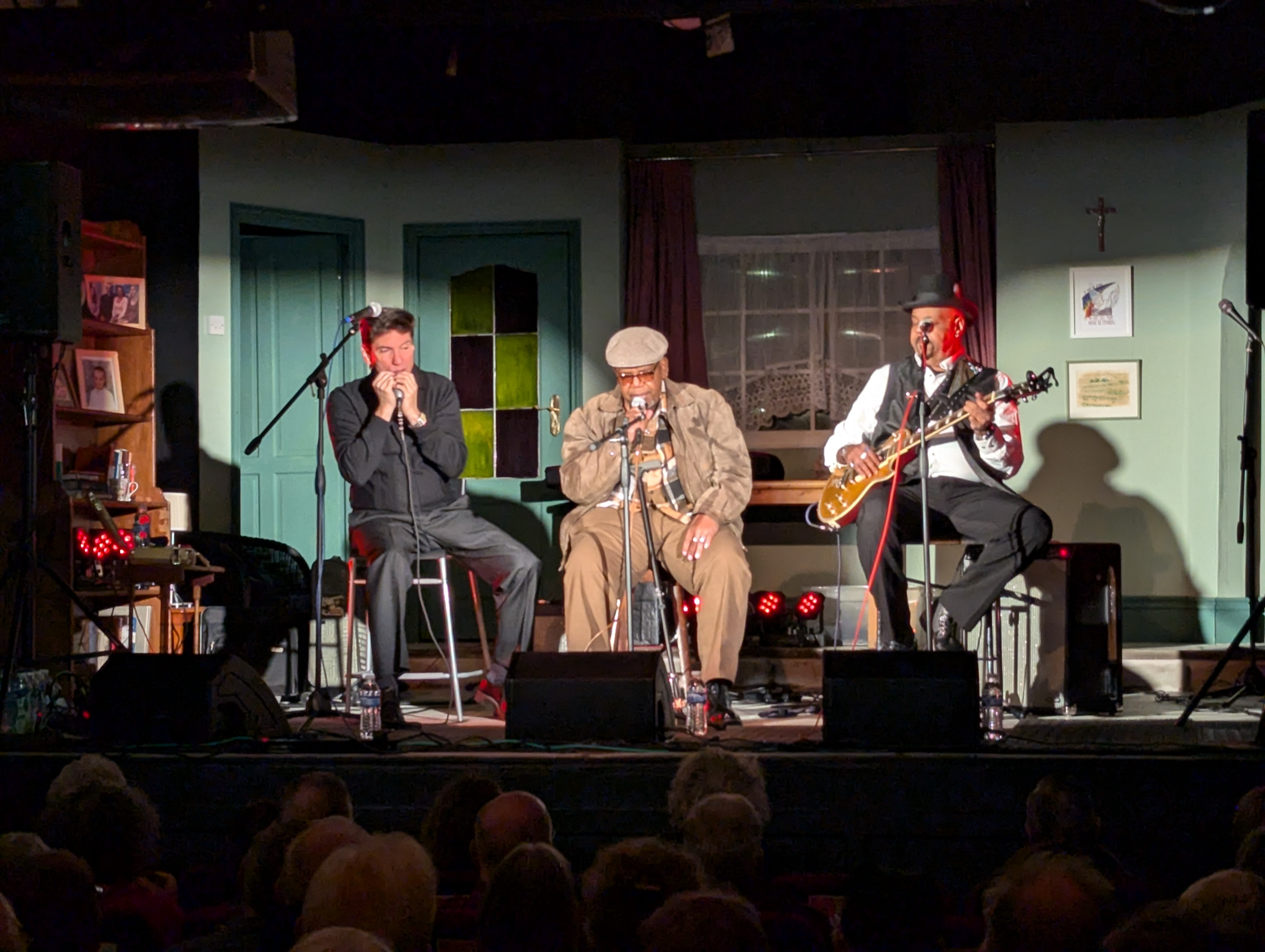
Bob Corritore, Jimi Primetime Smith und Oscar Wilson im Bromley Blues Club

Bob Corritore (* 27. September 1956 in Chicago, Illinois, USA als Robert Joseph Corritore) ist ein US-amerikanischer Blues-Mundharmonikaspieler, Musikproduzent, Radiomoderator, Labelbetreiber und Inhaber eines Musiklokals in Phoenix (Arizona).

## Biografie
Bob Corritore wurde am 27. September 1956 in Chicago geboren und wuchs im Vorort Wilmette auf. Mit zwölf Jahren entdeckte er seine Liebe zum Blues, nachdem er einen Song von Muddy Waters im Radio gehört hatte. Er brachte sich selbst das Mundharmonikaspielen bei, sammelte Bluesplatten und besuchte Blueskonzerte, wo er zahlreiche Größen des Blues erlebte.
Nach seinem Abschluss an der New Trier East High School besuchte Corritore die University of Tulsa und erwarb einen Bachelor of Business Administration. Er kehrte nach Chicago zurück, arbeitete tagsüber und widmete die Abende dem Blues. Seinen ersten bezahlten Auftritt hatte er mit 23 Jahren in Willie Bucks Band neben Louis und Dave Myers, Johnny „Big Moose“ Walker, Odie Payne, Tail Dragger und Eddie Taylor.
1979 begann Corritore auch als Musikproduzent zu arbeiten. Er machte Aufnahmen des Mundharmonikaspielers Little Willie Anderson und gründete dabei sein eigenes Label Blues Over Blues Records. Die LP erschien unter dem Titel Swinging The Blues und wurde mit Unterstützung des späteren Grammy-Gewinners Dick Shurman und Bob Koester von Delmark Records produziert.
1981 zog Corritore nach Phoenix (Arizona), wo sich ihm einige Monate später Louisiana Red anschloss. Die beiden arbeiteten als Duo und in Bands zusammen, bis Red nach Deutschland zog. Corritore schloss sich anschließend einer Reihe von Bands an. Seit 1984 moderiert Corritore „Those Lowdown Blues“, eine fünfstündige Radiosendung am Sonntagabend.
1986 gewann Corritore Chico Chism, den ehemaligen Schlagzeuger von Howlin’ Wolf, für verschiedene Band- und Studioprojekte. Diese Zusammenarbeit hielt bis zu Chisms Tod im Jahr 2007. 1991 eröffnete Corritore den Musikclub „The Rhythm Room“ in Phoenix. Er und seine Hausband, die Rhythm Room All-Stars, begleiteten zahlreiche bekannte Bluesmusiker sowohl im Club als auch bei Aufnahmesessions, darunter Bo Diddley, Pinetop Perkins, Ike Turner, Nappy Brown, Eddy Clearwater und viele andere.
Das Album All-Star Blues Sessions, Corritores erste Veröffentlichung als Frontmann, erschien 1999 auf dem Label HighTone Records. Corritore musizierte auf diesem Album mit 16 Größen des Blues, darunter Diddley, Chism, Robert Lockwood junior und Henry Gray. Mit dieser Veröffentlichung etablierte sich Corritore sowohl als Mundharmonikaspieler als auch als Produzent in der Blues-Community. Seine Karriere umfasst etliche weitere Veröffentlichungen unter eigenem Namen, wobei er häufig mit anderen traditionellen Bluesmusikern wie John Primer, Gray, Kid Ramos und Dave Riley zusammenarbeitete. Daneben wirkte er mit seiner Mundharmonika als Gast auf vielen Alben bekannter Kollegen mit und trat bei bedeutenden Blues-Events weltweit auf. Zudem ist er Herausgeber und Hauptautor des Bob Corritore Blues Newsletters.
Neben vielen anderen Auszeichnungen, darunter die Aufnahme in die Arizona Music & Entertainment Hall of Fame (1999), der Keeping the Blues Alive Award für seine Radioshow (2007) und der Blues Blast Music Award in der Kategorie Traditional Blues Album für Don’t Let The Devil Ride (2019), war Corritore bei den Blues Music Awards bisher (Stand 2025) 11-mal nominiert und gewann zwei Auszeichnungen: 2011 in der Kategorie „Historical Blues Album“ für Delta Groove | Harmonica Blues (Bob Corritore & Friends: Koko, Pinetop, Nappy Brown, Willie „Big Eyes“ Smith u. a.) und 2025 in der Kategorie „Traditional Blues Album“ für Crawlin’ Kingsnake, eine Zusammenarbeit mit John Primer.